# Pifou
Pifou est un chiot de bande dessinée créé par Roger Mas en 1958. Apparu dans le numéro 685 de Vaillant dans une aventure de Pif le chien, il a ensuite fait l'objet d'aventures comiques séparées. Dans les années 1970, pour Pifou Poche, il a aussi été dessiné par Henri Dufranne et André Schwartz sur des scénarios de Roger Mas.

## Description
Pifou est un personnage de bande dessinée proche de Pif. Lors de sa première apparition (Vaillant no 685, juillet 1958), Pif le présente un peu gêné comme étant son fils, sans faire état de l'identité de l'heureuse maman. Comme lui, c'est un chien anthropomorphe, bipède, doué de la parole, même s'il s'exprime essentiellement dès sa seconde apparition par « Glop-glop ! » et « Pas glop, pas glop ! », vocabulaire limité qui correspond à sa nature de chiot.
Le personnage est dessiné comme Pif, avec une fourrure en deux parties : tête et dos sont orange à taches noires (avec les oreilles noires), tandis que le tour de la gueule, le ventre et le bout des pattes sont blancs. Plus petit que Pif, avec une plus petite truffe, Pifou a une grosse tête ronde, ce qui lui donne des proportions plus proches de celles d'un enfant.
Après avoir évolué dans le milieu de Pif (Tata, Tonton et Doudou), Pifou s'émancipe quelques mois plus tard. Il cohabite avec le tyrannique Brutos, un bouledogue longiligne, verbeux et paternaliste, qui lui sert de faire-valoir. Il ne s'en laisse pas conter, retournant rapidement la situation à son avantage. D'un naturel joyeux, volontaire et peu impressionnable, Pifou manifeste son approbation par l'expression « glop-glop ! » et sa désapprobation par l'expression « pas glop, pas glop ! ». La quasi-totalité de son langage se réduit à ces deux formules qui contrastent candidement avec la logorrhée de son faire-valoir. À de rares occasions, il utilise deux autres expressions : « Pouah ! », signifiant qu'il n'aime pas ce qu'il vient de manger, suivie de « Kchtu ! », onomatopée liée au rejet de cette même nourriture. Parfois, il se laisse même aller à de longues tirades, à la grande surprise de ses interlocuteurs.
On retrouve Pifou dans Pif Gadget jusqu’en 1987, dans Pifou Poche d’octobre 1966 à juillet 1980 (122 numéros), dans Le Journal de Pifou, mensuel apparu en 1975, et dans Pifou, le journal des 4 à 7 ans dans les années 1980-90.